# Greg Sheridan
Greg Sheridan (Sídney, 22 de noviembre de 1956) es el redactor de asuntos extranjeros del periódico The Australian, y uno de sus columnistas. The Australian tiene una importancia particular entre los periódicos australianos de Rupert Murdoch y News Corporation porque sus lectores son normalmente de clase media-alta y porque este periódico tiene una distribución nacional.[cita requerida]
Sheridan es un experto en Asia y ha estado escribiendo sobre este continente desde los años 1980. También ha escrito cuatro libros acerca de esta región del mundo (uno de los enlaces abajo apunta a una lista). Sheridan es católico y es considerado como un hombre de la derecha políticamente, aunque sus posiciones políticas no son completamente compatibles con ningún partido político australiano.
Sheridan es un partidario de vínculos más estrechos entre Australia y sus vecinos en Asia, y concretamente con Indonesia, y ha hecho comentarios duros sobre la intervención del primer ministro australiano John Howard en Timor Oriental en 1999 durante los disturbios causados por el referéndum de independencia.
Los opiniones de Sheridan normalmente dan apoyo a los países Japón y Indonesia, mientras ataca otros países de la región como China. Durante los años 1980, Sheridan estaba basado en China como periodista, pero, en su opinión, Taiwán es la única democracia china en el mundo actual. También sostiene que las protestas de China sobre el reconocimiento de los crímenes de guerra cometidos por los japoneses durante la Primera Guerra Mundial son un juego político. Se muestra optimista sobre la economía de China.
Sheridan da apoyo al gobierno australiano de John Howard sobre las leyes antiterroristas y mantiene que la deportación del pacifista estadounidense Scott Parkin fue justificada.
En un artículo por el periódico de Rupert Murdoch, The Australian, escrito con John Kerin decían que Parkin estuvo supuestamente enseñando a manifestantes cómo agredir a la policía.
. Luego, el "Inspector-General of Intelligence Services" australiano afirmó que el artículo de Sheridan y Kerin no reflejó debidamente el contenido del los informes del ASIO (Uno de los
servicios secretos de Australia). 
Muchas veces Sheridan hace comentarios negativos sobre catedráticos y periodistas porque cree que son demasiados izquierdistas, políticamente y que no son imparciales. Estos ataques contra intelectuales y catedráticos no son muy raros en la prensa de Rupert Murdoch.